# Bogusław Firkowicz
Bogusław Firkowicz (karaim. Icchak Boas) (ur. 17 czerwca 1865 w Trokach, zm. we wrześniu 1915 w Ostrowie pod Pskowem) – hazzan karaimski, w latach 1910–1915 pełniący obowiązki hachana Karaimów polskich.

## Życiorys
Urodził się w Trokach w rodzinie karaimskiej, jako syn Nisana Firkowicza, hazzana trockiej kienesy. W 1880 r. ukończył trocką szkołę powiatową i w tym samym roku udał się Armiańska na Krymie, gdzie podjął naukę pod kierownictwem Z. Charczenki, wybitnego znawcy teologii i literatury karaimskiej. 1 kwietnia 1885 r. zdał egzaminy, które upoważniły go do sprawowania godności duchownych. Po powrocie do Trok podjął pracę jako nauczyciel religii i języka karaimskiego w państwowej szkole karaimskiej. W 1901 r. objął stanowisko młodszego, w 1905 r. starszego hazzana trockiej kienesy. W latach 1910–1915 pełnił obowiązki hachana Karaimów polskich. Uczestniczył w karaimskim zjeździe narodowym w 1910 r. w Eupatorii, a w 1913 r. wszedł w skład delegacji uczestniczącej w Petersburgu w uroczystościach 300-lecia panowania dynastii Romanowów. Obdarzony godnością honorowego obywatela. Zmarł w pierwszej połowie września 1915 r. w Ostrowie pod Pskowem, dokąd go ewakuowano podczas I wojny światowej wraz z archiwum Karaimskiego Zarządu Duchownego i mieniem trockiej kienesy. Pochowany na karaimskim cmentarzu w Pskowie.
Wraz z Juhudą Bezekowiczem był współwydawcą zbioru hymnów Tehillot Jisrael, wydanego w Berdyczowie w 1909 r.